# Phlebotomus simici
Phlebotomus simici är en tvåvingeart som beskrevs av Nitzulescu 1931. Phlebotomus simici ingår i släktet Phlebotomus och familjen fjärilsmyggor. Inga underarter finns listade i Catalogue of Life.